# Jazz rap
Jazz Rap (også kaldt: Jazz Hop eller Jazz Hip Hop) er en musikgenre, som blander Hip Hop og Jazz.
Nogle af de kendteste sangere/bands inden for Jazz Rap er A Tribe Called Quest, De La Soul og Guru